# Курковський Григорій Васильович
Григо́рій Васи́льович Курко́вський (* 9 липня 1898, Кам'янець-Подільський — † 1 березня 1982, Київ) — український музикознавець. Кандидат мистецтвознавства (1940).

## Біографічні дані
Закінчив 1929 року Державний музично-драматичний інститут імені М. В. Лисенка (навчався в Григорія Беклемішева). Викладач Київської консерваторії (від 1929 року).

## Праці
- «М. В. Лисенко — піаніст» (1973).
- «Деякі риси виконавського стилю молодих піаністів капіталістичних країн» (1964).
- «Педагоги-піаністи Київської консерваторії» (1967).